# Hammersmith (Londres)
Pour les articles homonymes, voir Hammersmith.

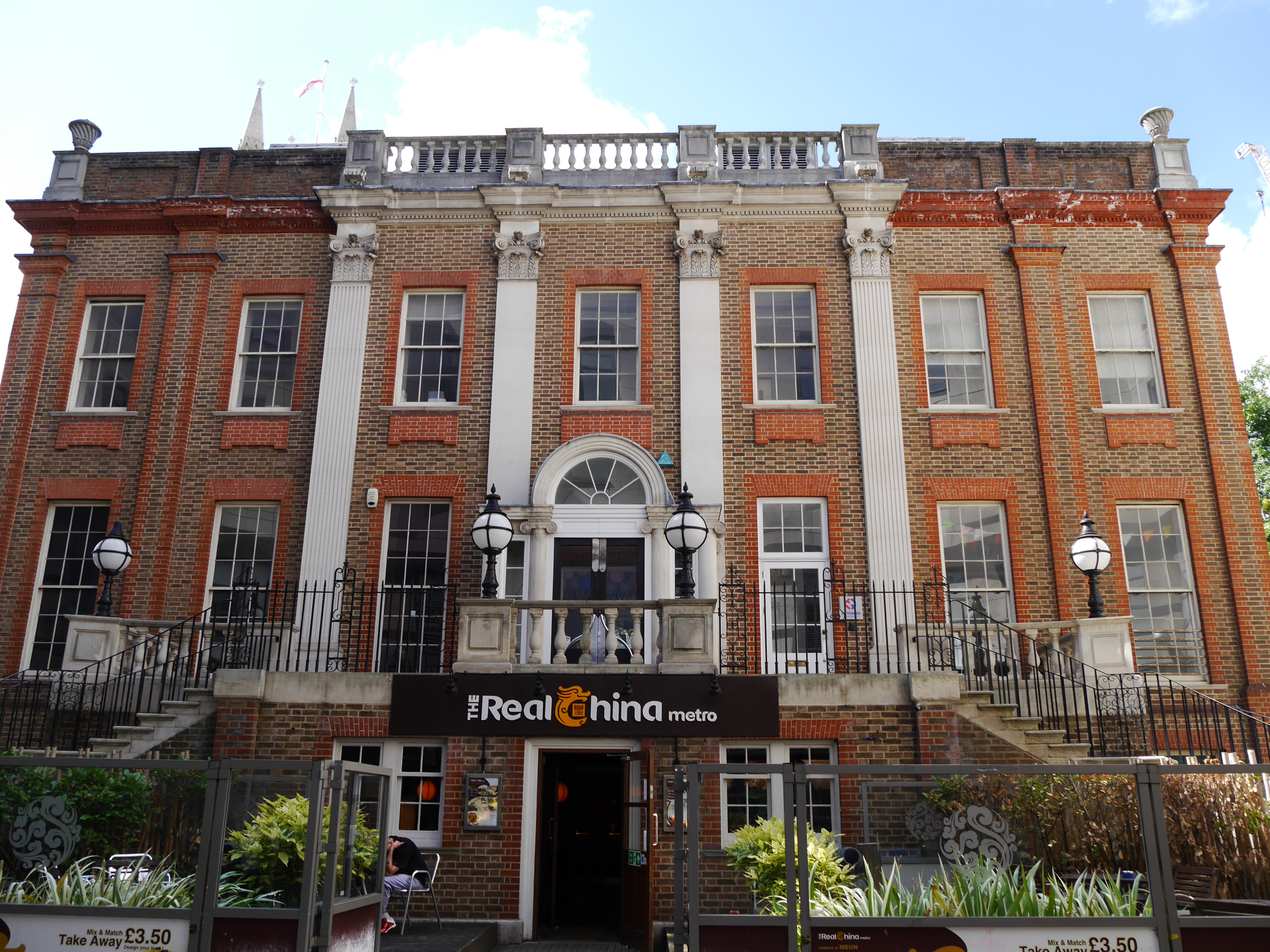
Bradmore House, dans Queen Caroline Street à Hammersmith.

Hammersmith est un quartier très actif du Grand Londres, localisé dans le district de Hammersmith et Fulham, sur la rive nord de la Tamise, à environ 8 km (5 miles) à l'ouest de Charing Cross.
Autrefois secteur peu aisé, formant un quartier industriel, Hammersmith était habité par des artisans, des ouvriers et le personnel employé par la classe bourgeoise. Sa situation était favorable à l'installation d'usines et d'ateliers artisanaux.
La reconstruction importante, qui a démarré à la fin de la Seconde Guerre mondiale, a fait disparaître les usines et transformé le quartier en secteur tourné vers le commerce et les services.
Le quartier est desservi par une paire de stations de métro, toutes les deux appelées Hammersmith : une des lignes  District  Piccadilly, et l'autre des lignes  Circle  Hammersmith & City. Seulement environ 150 m sépare les deux.

## Vie culturelle

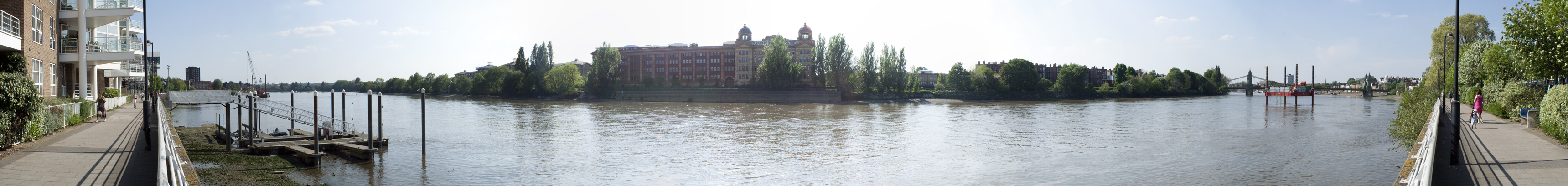
Panorama de Hammersmith.

Hammersmith Apollo est une des plus célèbres salles de concert et Hammersmith Palais un Night-Club réputé. Le Riverside Studio, anciens studios de télévision, contient des salles de cinéma et de spectacle. Le Lyric Hammersmith Theatre (en) présente un vaste répertoire allant des concerts de musique Rock et Pop aux comédies musicales dont la presse se fait largement l'écho. À l'ouest du centre-ville est le Posk, le centre de la communauté polonaise de Londres, avec un théâtre et un cinéma.

## Économie
On y trouve les bureaux de grands groupes, comme Disney, Sony, Universal, L'Oréal, Accor, Iberia, Siemens ou Disney (filiale européenne), une gare routière et deux importantes stations de métro proches : Hammersmith (District et Piccadilly) et Hammersmith (Hammersmith & City et Circle).
Le siège social d'Air France-KLM UK-Ireland a été situé à Hammersmith pendant quinze ans, avant de déménager à Hatton Cross, dans le district d'Hounslow en 2006.

## Personnalités
- Gerrit Jensen, menuisier d'art à la cour des rois d'Angleterre (mort en 1715) avait une maison de campagne à Hammersmith.
- Joanna Stephens, herborisatrice, morte en 1774.
- William Francis Ainsworth (1807-1896), explorateur et éditeur de presse, y est mort.
- Blanche Thornycroft (1873-1950), architecte naval, y est née.
- Jack Goody, anthropologue né à Hammersmith en 1919.
- Geraldine McEwan, de son vrai nom Geraldine McKeown, (1932-30 janvier 2015) à Hammersmith , actrice anglaise.
- Roger Daltrey, chanteur des Who, né en 1944.
- Helen Mirren, actrice, née le 26 juillet 1945.
- Alan Rickman, acteur, né le 21 février 1946.
- Susan Wooldridge, actrice, née le 31 juillet 1950.
- Tim Blake, musicien, né le 2 février 1952.
- Steve Jones, guitariste, chanteur, compositeur, acteur, et fondateur du groupe Sex Pistols né le 3 septembre 1955.
- Gary Numan, chanteur, claviériste, né le 8 mars 1958.
- Alan Wilder, claviériste, compositeur, arrangeur et producteur, ancien membre de Depeche Mode, né le 1er juin 1959.
- Hugh Grant, acteur, né le 9 septembre 1960.
- Wally Downes, footballeur né le 9 juin 1961.
- Jack the Stripper, un tueur en série non identifié qui commis entre 4 et 6 homicides entre 1964 et 1965, connus sous le nom de meurtres de Hammersmith
- Zak Starkey, batteur de rock né le 13 septembre 1965.
- Toby Jones, acteur né le 7 septembre 1967.
- Marcus Gayle, footballeur né le 27 septembre 1970.
- Andy Impey, footballeur né le 30 septembre 1971.
- Sacha Baron Cohen, acteur né le 13 octobre 1971.
- Victoria Coren Mitchell, écrivaine, présentatrice de télévision et joueuse de poker née le 18 août 1972.
- Benedict Cumberbatch, né à Hammersmith le 19 juillet 1976.
- Richard Ayoade, acteur, né le 12 juin 1977.
- Tom Hardy, acteur, né le 15 septembre 1977.
- Lucy Punch, actrice, née le 30 décembre 1977.
- Jody Morris, footballeur, né le 22 décembre 1978.
- Cara Delevingne, actrice, née le 12 août 1992.
- Rosamund Pike, actrice, née le 27 janvier 1979.
- Estelle (chanteuse), née à Hammersmith en 1980.
- Kunal Nayyar, acteur, né le 30 avril 1981.
- Hannah Rose Ware, actrice, née le 8 décembre 1982.
- Lily Allen, chanteuse née le 2 mai 1985 dans le quartier londonien d'Hammersmith.
- Alfie Allen, frère de la précédente et acteur né le 12 septembre 1986 dans le quartier londonien d'Hammersmith.
- Khadija Saye (1990-2017), photographe britannique née à Hammersmith.
- Will Poulter, acteur, né le 28 janvier 1993.
- Nicholas Galitzine, né le 29 septembre 1994, vit à Hammersmith[2]
- Max Aarons, footballeur, né le 4 janvier 2000.
- Michael Olise, footballeur, né le 12 décembre 2001.

## Jumelages
- Anderlecht (Belgique)
- Boulogne-Billancourt (France) [3]
- Neukölln (Allemagne) [4]